# پولادغندی
پولادغُندی از دیوهای مازندران در شاهنامه است. زمانی که کیکاووس و ایرانیان در چاهی بزرگ در اسارت بودند دوازده هزار نفر به نگهبانی از زندان مشغول بودند که بید و سنجه سالار دیوان بوده و پولادغندی سپهدار ایشان بود. . رستم در سفر هفت‌خوان خود پولاد غندی را کشت.

## پولادغندی در شاهنامه
زمانیکه کیکاووس بر تخت پادشاهی نشست روزی رامشگری از شهر مازندران به دربار او آمد و پرده از راز شهر مازندران بر او برگشود، کاووس را دل زجای برآمد و آرزوی فتح کشور مازندران کرد. کیکاووس علی‌رغم مخالفت همه بزرگان و متحدان آهنگ جنگ مازندران نمود و باعث شد خود و لشکر ایران گرفتار دیو سفید شوند. آنگاه قاصدی برای زال و رستم فرستاد تا او و سپاهش را آزاد نمایند.
در سفر هفت خوان رستم جهت رهایی کیکاووس و لشکریانش، رستم تنها با رخش عازم شد و او باید از راه میانبری پر خطر عبور می‌کرد تا به شهر مازندران می‌رسید. رستم در خوان پنجم توانست مرزبانی به نام اولاد را اسیر و راهنمای خود گرداند تا به دیوان مازندران و همچنین محل حبس کیکاووس و ایرانیان دست یابد. اولاد به تشریح مسافت سفر و خطرات راه با رستم به بحث نشست:
| میان دو صد چاهساری شگفت   |  | به پیمانش اندازه نتوان گرفت |
| میان دو کوهست این هول جای |  | نپرّید بر آسمان بر همای      |
| ز دیوان جنگی ده و دو هزار |  | به شب پاسبانند بر چاهسار    |
| چو پولادغندی سپهدار اوی   |  | چو بید و سنجه نگهدار اوی    |